# Gustavo Gómez Córdoba
Gustavo Ernesto Gómez Córdoba (Medellín, 7 de noviembre de 1967) es un periodista colombiano, director del programa 6AM Hoy por hoy de Caracol Radio, perteneciente al Grupo Prisa.

## Trayectoria
Luego de terminar su bachiller en el Colegio San Bartolomé la Merced, inició sus estudios profesionales en Derecho, pero cambió de carrera e inició Comunicación Social en la Pontificia Universidad Javeriana. Comenzó trabajando en la revista Cromos (1990), hasta llegar a ser Editor General; igual trabajo desempeñó en la revista SoHo para las ediciones de Colombia, Ecuador y Costa Rica, y ha permanecido vinculado a ellas como columnista (su columna de humor se llama Miembro de número). Se desempeñó como libretista y programador de la emisora Javeriana Estéreo, fue asesor de comunicaciones del Ministerio de Gobierno y de la Consejería para la Modernización del Estado durante el gobierno del presidente César Gaviria. Fue parte del equipo de entrevistadores del programa El Radar, de Caracol Televisión y realizó la sección de crónicas Me cogió la tarde con…, en el periódico El Espectador y fue director y libretista del espacio De Paso en Señal Colombia. Fue columnista del programa Los Informantes en el Canal Caracol. Fue columnista de los periódicos El Tiempo, El País y El Espectador.
Ha sido colaborador regular de las revistas Semana, Bocas, Billboard, Diners, El Malpensante, Kinetoscopio, Lámpara, Semana Libros (hoy Arcadia), Fucsia, Plan B y el programa Efectos Secundarios (Caracol Radio Miami), dirigido por José Antonio Ponseti. Fue libretista del programa Yo, José Gabriel, en RCN, y del espacio Crónica Urbana del Instituto Distrital de Cultura y Turismo de Bogotá. Fue también entrevistador para los periódicos regionales a través de Colprensa y presentador del programa Cero Noticias (2014), por el Canal Uno, domingos, 8:30pm. 

### Radio
Entre 1993 y 2001 trabajó en Javeriana Estéreo 91.9. De allí pasó, en 1998, y hasta el 2000, a ser editor de Cultura de la cadena de noticias r@dionet, dirigida por Yamid Amat. Hizo parte del equipo de Julio Sánchez Cristo en La F. M. de RCN Radio, en 2003. En el año 2005 pasó a dirigir Hoy por Hoy (versión fin de semana), de Caracol Radio. Un año después, se convirtió en el primer conductor del nuevo espacio de la cadena 10AM Hoy por Hoy y, entre 2009 y 2014, hizo parte de la mesa de trabajo que dirige Darío Arizmendi en 6AM Hoy por Hoy.
En diciembre de 2011 se comentó que le ofrecieron ser el director de Noticias de Caracol Televisión en reemplazo de Darío Fernando Patiño pero al parecer declinó para dedicarle más tiempo a su familia y por su estrecha vinculación a la radio. El 13 de enero de 2015 asumió como director de La Luciérnaga  de Caracol Radio en reemplazo de Hernán Peláez, quien se retiró el 23 de diciembre de 2014 de la dirección de ese programa.
El 3 de mayo de 2019 fue asignado como director de 6AM Hoy por hoy de Caracol Radio presentó su renuncia a la La Luciérnaga dejando el cargo a Gabriel de las Casas.
En junio de 2022 se conoció la renuncia al programa del periodista Juan Pablo Barrientos, debido a que Gómez no le permitió publicar un audio de la investigación que el periodista venía adelantando alrededor del caso de corrupción del exsenador Mario Castaño. Barrientos junto con su equipo del portal Vorágine publicaba una serie periodística titulada El show de las marionetas que resumía las 43 horas de las 11 audiencias de legalización de captura contra la red criminal del senador Castaño. En la entrega número 75 se mencionaba una interceptación hecha a la relacionista pública de la red criminal Nova Lorena Cañón, quien decía tener acceso a 4 medios de comunicación, incluyendo Caracol Radio, para publicar información que favoreciera a un candidato y que el valor de dicha publicación sería de 4 millones 500 mil pesos.
Gómez no permitió que se publicara esa información, según dijo, por considerar que la información no estaba suficientemente contrastada y causaba daño a terceros. Algunos medios señalaron este caso como censura por parte del periodista.

## Obras
- The Beatles. Versiones libres (1989)
- Frases de Ataúd (1995) ISBN 978-958-33-0228-2[11]
- Palabras Prestadas (2004) ISBN 9789587041873[12]
- 41 mil palabras sobre... (2012) ISBN 978958422921-2[13]
- Uribe es la suegra de Santos (2012) ISBN 9789584232212[14]